# Zagłębie Lubin
Zagłębie Lubin (offiziell: KGHM Zagłębie Lubin Spółka Akcyjna) ist ein polnischer Sportverein aus dem niederschlesischen Lubin. Im Verein werden verschiedene Sportarten angeboten, so Fußball und Handball. Die erste Männer-Fußballmannschaft spielt in der Ekstraklasa, die ersten Mannschaften der Handballabteilung in der Superliga.

## Vereinsgeschichte
Der Verein wurde am 10. September 1946 gegründet. Zagłębie pflegt seit den 1970er Jahren eine enge Partnerschaft zu dem jetzigen Hauptsponsor KGHM Polska Miedź. Der Bergbau ist ein wesentlicher Teil der Identität des Vereins. 

## Abteilung Fußball
Nachdem der Verein am 24. Januar 2008 aufgrund der Beteiligung bei einer Korruptionsaffäre degradiert wurde und in der Saison 2008/09 in der 2. polnischen Liga mit 10 Punkten Rückstand startete, gelang ihm als Vizemeister der direkte Wiederaufstieg.
Die Heimspiele trägt der Verein seit März 2009 im Zagłębie-Lubin-Stadion aus, welche den Fans 16.068 Plätze bietet. Aus Sicherheitsgründen wurden zuletzt im alten, sehr sanierungsbedürftigen Stadion von 1985, nur noch 7.000 statt der Maximalkapazität von 30.000 Zuschauern eingelassen.

### Erfolge
Seit seiner Vereinsgründung waren die größten Erfolge der Vereinsgeschichte die Meistertitel in den Jahren 1991 und 2007.
- Ekstraklasa:
  - Meister: 1991, 2007
  - Vizemeister: 1990
  - 3. Platz: 2006
- Polnischer Pokal:
  - Finalist: 2005, 2006, 2014
  - Halb-Finalist: 1979, 2001
- Polnischer Superpokal:
  - Sieger: 2007
  - Finalist: 1991
- Puchar Ekstraklasy:
  - Finalist: 2001
- 1. Liga
  - Meister: 2015

### Europapokalbilanz
| Saison  | Wettbewerb                    | Runde                  | Gegner                   | Gesamt          | Hin     | Rück          |
| ------- | ----------------------------- | ---------------------- | ------------------------ | --------------- | ------- | ------------- |
| 1990/91 | UEFA-Pokal                    | 1. Runde               | FC Bologna               | 0:2             | 0:1 (H) | 0:1 (A)       |
| 1991/92 | Europapokal der Landesmeister | 1. Runde               | Brøndby IF               | 2:4             | 0:3 (A) | 2:1 (H)       |
| 1995/96 | UEFA-Pokal                    | Vorrunde               | FC Schirak Gjumri        | 1:0             | 0:0 (H) | 1:0 (A)       |
| 1995/96 | UEFA-Pokal                    | 1. Runde               | AC Mailand               | 1:8             | 0:4 (A) | 1:4 (H)       |
| 1996    | UEFA Intertoto Cup            | Gruppenphase           | SV Ried                  | 2:1             | 2:1 (H) |               |
| 1996    | UEFA Intertoto Cup            | Gruppenphase           | Silkeborg IF             | 0:0             | 0:0 (A) |               |
| 1996    | UEFA Intertoto Cup            | Gruppenphase           | Conwy United             | 3:0             | 3:0 (H) |               |
| 1996    | UEFA Intertoto Cup            | Gruppenphase           | Sporting Charleroi       | 0:0             | 0:0 (A) |               |
| 2000    | UEFA Intertoto Cup            | 1. Runde               | FK Viləş Masallı         | 7:1             | 4:0 (H) | 3:1 (A)       |
| 2000    | UEFA Intertoto Cup            | 2. Runde               | NK Slaven Belupo         | (a)1:1(a)       | 1:1 (H) | 0:0 (A)       |
| 2001    | UEFA Intertoto Cup            | 1. Runde               | Hibernians Football Club | 4:1             | 4:0 (H) | 0:1 (A)       |
| 2001    | UEFA Intertoto Cup            | 2. Runde               | Sporting Lokeren         | 3:4             | 2:2 (H) | 1:2 (A)       |
| 2002    | UEFA Intertoto Cup            | 1. Runde               | FC Dinaburg              | 1:2             | 1:1 (H) | 0:1 (A)       |
| 2006/07 | UEFA-Pokal                    | 1. Qualifikationsrunde | FK Dinamo Minsk          | (a)1:1(a)       | 1:1 (H) | 0:0 (A)       |
| 2007/08 | UEFA Champions League         | 2. Qualifikationsrunde | Steaua Bukarest          | 1:3             | 0:1 (H) | 1:2 (A)       |
| 2016/17 | UEFA Europa League            | 1. Qualifikationsrunde | Slawia Sofia             | 3:1             | 0:1 (A) | 3:0 (H)       |
| 2016/17 | UEFA Europa League            | 2. Qualifikationsrunde | FK Partizan Belgrad      | 0:0 (4:3 i. E.) | 0:0 (A) | 0:0 n. V. (H) |
| 2016/17 | UEFA Europa League            | 3. Qualifikationsrunde | SønderjyskE Fodbold      | 2:3             | 1:2 (H) | 1:1 (A)       |

Gesamtbilanz: 32 Spiele, 8 Siege, 12 Unentschieden, 12 Niederlagen, 32:32 Tore (Tordifferenz ±0)

### Aktueller Kader 2024/25
(Stand: 26. Februar 2025)
| Nr. |                         | Position | Name                  |
| --- | ----------------------- | -------- | --------------------- |
| 1   | Bosnien und Herzegowina | TW       | Jasmin Burić          |
| 2   | Polen                   | AB       | Kamil Sochań          |
| 3   | Schweden                | AB       | Alexander Abrahamsson |
| 4   | Polen                   | AB       | Damian Michalski      |
| 5   | Polen                   | AB       | Aleks Ławniczak       |
| 6   | Polen                   | MF       | Tomasz Makowski       |
| 7   | Polen                   | MF       | Marek Mróz            |
| 8   | Polen                   | MF       | Damian Dabrowski      |
| 11  | Polen                   | MF       | Arkadiusz Woźniak     |
| 13  | Polen                   | MF       | Mateusz Grzybek       |
| 14  | Schweden                | MF       | Ludvig Fritzson       |
| 15  | Polen                   | MF       | Hubert Adamczyk       |
| 16  | Kroatien                | MF       | Josip Ćorluka         |
| 16  | Polen                   | AB       | Kacper Lepczyński     |
| 17  | Polen                   | MF       | Mateusz Wdowiak       |
| 18  | Polen                   | MF       | Adam Radwański        |
| 20  | Polen                   | MF       | Mateusz Dziewiatowski |
| 21  | Polen                   | MF       | Tomasz Pieńko         |

| Nr. |          | Position | Name                |
| --- | -------- | -------- | ------------------- |
| 23  | Polen    | MF       | Patryk Kusztal      |
| 24  | Polen    | MF       | Krzysztof Kolanko   |
| 25  | Polen    | AB       | Michał Nalepa       |
| 26  | Polen    | MF       | Jakub Kolan         |
| 27  | Polen    | MF       | Bartłomiej Kludka   |
| 29  | Polen    | MF       | Marcin Listkowski   |
| 29  | Polen    | ST       | Wojciech Szafranek  |
| 30  | Polen    | TW       | Dominik Hładun      |
| 31  | Polen    | AB       | Igor Orlikowski     |
| 33  | Polen    | AB       | Jarosław Jach       |
| 34  | Polen    | TW       | Michał Matys        |
| 44  | Polen    | MF       | Marcel Reguła       |
| 55  | Portugal | MF       | Luís Mata           |
| 77  | Polen    | MF       | Kajetan Szmyt       |
| 80  | Polen    | ST       | Daniel Mikołajewski |
| 90  | Polen    | ST       | Dawid Kurmanowksi   |
| 99  | Polen    | MF       | Cyprian Popielec    |

### Trainer
Eine chronologische Übersicht über alle Trainer des Vereins seit 1976.
| Amtszeit  | Nat.  | Trainer            |
| --------- | ----- | ------------------ |
| 1976      | Polen | Zdzisław Wolsza    |
| 1987–1988 | Polen | Alojzy Łysko       |
| 1988–1990 | Polen | Stanisław Świerk   |
| 1990–1992 | Polen | Marian Putyra      |
| 1993–1994 | Polen | Jerzy Fiutowski    |
| 1994      | Polen | Mirosław Dragan    |
| 1994–1995 | Polen | Wiesław Wojno      |
| 1995–1996 | Polen | Andrzej Strejlau   |
| 1996      | Polen | Mirosław Dragan    |
| 1996–1997 | Polen | Adam Topolski      |
| 1997–1998 | Polen | Andrzej Szarmach   |
| 1998–2001 | Polen | Mirosław Jabłoński |
| 2001      | Polen | Stefan Majewski    |

| Amtszeit  | Nat.     | Trainer               |
| --------- | -------- | --------------------- |
| 2001–2002 | Polen    | Jerzy Wyrobek         |
| 2002      | Polen    | Adam Nawałka          |
| 2002–2003 | Polen    | Wiesław Wojno         |
| 2003      | Polen    | Adam Topolski         |
| 2003      | Serbien  | Žarko Olarević        |
| 2003–2005 | Kroatien | Dražen Besek          |
| 2005–2006 | Polen    | Franciszek Smuda      |
| 2005      | Polen    | Marek Kusto (Interim) |
| 2006      | Polen    | Edward Klejndinst     |
| 2006–2007 | Polen    | Czesław Michniewicz   |
| 2007–2008 | Polen    | Rafał Ulatowski       |
| 2008      | Polen    | Dariusz Fornalak      |
| 2008–2009 | Polen    | Robert Jończyk        |

| Amtszeit  | Nat.        | Trainer                       |
| --------- | ----------- | ----------------------------- |
| 2009      | Polen       | Orest Lenczyk                 |
| 2009      | Polen       | Andrzej Lesiak                |
| 2009      | Polen       | Franciszek Smuda              |
| 2009–2011 | Polen       | Marek Bajor                   |
| 2011      | Polen       | Marcin Broniszewski (Interim) |
| 2011      | Polen       | Jan Urban                     |
| 2011–2013 | Tschechien  | Pavel Hapal                   |
| 2013–2018 | Polen       | Piotr Stokowiec               |
| 2018–2019 | Niederlande | Ben van Dael                  |
| 2013–2018 | Polen       | Mariusz Lewandowski           |
| 2019–2021 | Slowakei    | Martin Ševela                 |
| 2021      | Polen       | Dariusz Żuraw                 |
| 2021–2022 | Polen       | Piotr Stokowiec               |

| Amtszeit  | Nat.  | Trainer           |
| --------- | ----- | ----------------- |
| seit 2022 | Polen | Waldemar Fornalik |

### Bekannte Spieler
| - Marcin Adamski - Jarosław Bako - Costa Nhamoinesu - Dominykas Galkevičius - Sławomir Majak - Bojan Isailović - Szymon Pawłowski - Cristiano Pereira de Souza - Radosław Kałużny - Marcin Kowalczyk - Łukasz Piszczek | - Arkadiusz Klimek - Adam Matysek - Mariusz Lewandowski - Mariusz Piekarski - Jerzy Podbrożny - Nerijus Radžius - Andrzej Niedzielan - Deniss Rakeļs - Dariusz Żuraw - Tomasz Wisio - Miroslav Dreszer | - Maciej Iwański - Krzysztof Ostrowski - Ilijan Mizanski - Kamil Wilczek - Zbigniew Szewczyk - Michal Papadopulos - Adam Matuschyk - Daniel Dziwniel - Bartłomiej Pawłowski - Krzysztof Piątek |

### Fans

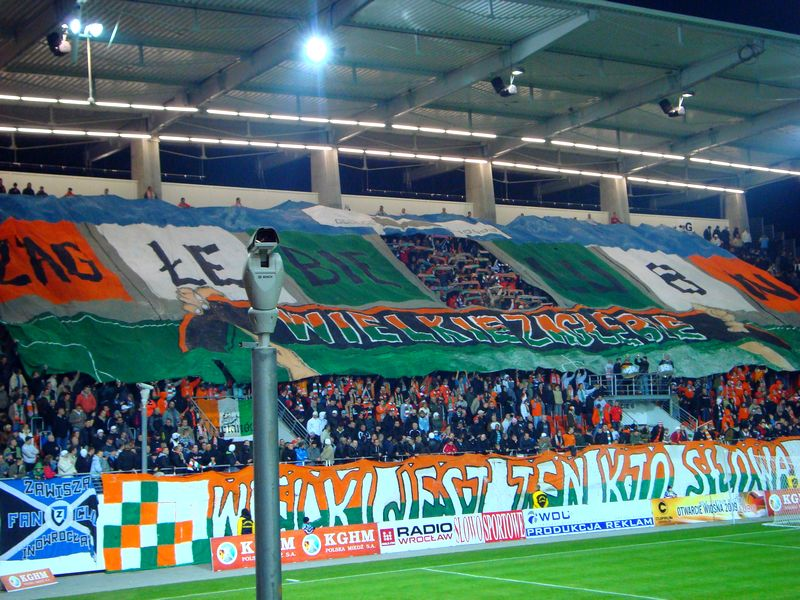

Die Ultras von Zagłębie, die sich selbst unter anderem „Orange City Boys“ nennen, sind eng und seit langer Zeit mit den „Arkowcy“ (Fans von Arka Gdynia) und den Fans von Polonia Bytom befreundet. Besonders große Feindschaft pflegen die Ultras zum schlesischen Nachbarn Śląsk Wrocław, so sind die Derbys regelmäßig Risikospiele. Auch der 15 km entfernte Fußballverein Miedź Legnica ist ein Rivale des Vereins und der Fans von Zagłębie.

### Sonstiges
Die Mannschaft von Zagłębie Lubin bezeichnet sich selbst als „Miedziowi“ welches auf Deutsch die Kupfernen bedeutet. Zurückzuführen ist der Name darauf, dass viele Fans und Spieler in den Anfangsjahren des Vereins bei KGHM in den Kupferminen beschäftigt waren.
Das Maskottchen der „Miedziowi“ ist der Maulwurf „Krecik“ aus der Kinderserie Der kleine Maulwurf.
Die Hymne des Vereins ist das Lied „Na Zawsze“ (zu dt. für immer) von der polnischen Band Eliteboys.
Zagłębie liegt auf Platz elf der ewigen Tabelle der Ekstraklasa.

### Ligaplatzierungen
Platzierungen seit der Saison 1985/86.
- 1985/86 – 12. Platz (1. Liga)
- 1986/87 – 08. Platz (1. Liga)
- 1987/88 – 11. Platz (1. Liga)
- 1988/89 – 01. Platz (1. Liga, Aufstieg)
- 1989/90 – 02. Platz (Ekstraklasa)
- 1990/91 – 01. Platz (Meisterschaft)
- 1991/92 – 09. Platz (Ekstraklasa)
- 1992/93 – 12. Platz (Ekstraklasa)
- 1993/94 – 13. Platz (Ekstraklasa)
- 1994/95 – 04. Platz (Ekstraklasa)
- 1995/96 – 10. Platz (Ekstraklasa)
- 1996/97 – 07. Platz (Ekstraklasa)
- 1997/98 – 13. Platz (Ekstraklasa)
- 1998/99 – 08. Platz (Ekstraklasa)
- 1999/00 – 05. Platz  (Ekstraklasa)
- 2000/01 – 05. Platz (Ekstraklasa)
- 2001/02 – 11. Platz (Ekstraklasa)
- 2002/03 – 12. Platz (Ekstraklasa)
- 2003/04 – 10. Platz (Ekstraklasa)
- 2004/05 – 12. Platz (Ekstraklasa)
- 2005/06 – 03. Platz (Ekstraklasa)
- 2006/07 – 01. Platz (Ekstraklasa, Meisterschaft)
- 2007/08 – 05. Platz (Ekstraklasa, Zwangsabstieg[9])
- 2008/09 – 01. Platz (1. Liga, Aufstieg)
- 2009/10 – 10. Platz (Ekstraklasa)
- 2010/11 – 11. Platz (Ekstraklasa)
- 2011/12 – 09. Platz (Ekstraklasa)
- 2012/13 – 08. Platz (Ekstraklasa)
- 2013/14 – 16. Platz (Ekstraklasa, Abstieg)
- 2014/15 – 01. Platz (1. Liga, Aufstieg)
- 2015/16 – 03. Platz (Ekstraklasa)
- 2016/17 – 09. Platz (Ekstraklasa)
- 2017/18 – 07. Platz (Ekstraklasa)
- 2018/19 – 06. Platz (Ekstraklasa)
- 2019/20 – 11. Platz (Ekstraklasa)

## Abteilung Handball
Die erste Frauen-Mannschaft sowie die erste Männer-Mannschaft spielen Handball in der ersten polnischen Liga, der ORLEN Superliga.